# Freboldita
La freboldita és un mineral de la classe dels sulfurs, que pertany al grup de la niquelina. Rep el nom en honor del professor Georg Frebold (Hannover, 1 de desembre de 1891 - Barsinghausen, 24 de febrer de 1948).

## Característiques
La freboldita és un sulfur de fórmula química CoSe. Cristal·litza en el sistema hexagonal. La seva duresa a l'escala de Mohs es troba entre 2,5 i 3.
Segons la classificació de Nickel-Strunz, la freboldita pertany a «02.C - Sulfurs metàl·lics, M:S = 1:1 (i similars), amb Ni, Fe, Co, PGE, etc.» juntament amb els següents minerals: achavalita, breithauptita, kotulskita, langisita, niquelina, sederholmita, sobolevskita, stumpflita, sudburyita, jaipurita, zlatogorita, pirrotina, smythita, troilita, cherepanovita, modderita, rutenarsenita, westerveldita, mil·lerita, mäkinenita, mackinawita, hexatestibiopanickelita, vavřínita, braggita, cooperita i vysotskita.

## Formació i jaciments
Va ser descoberta a les pedreres de Trogtal, situades a Lautenthal, a la Baixa Saxònia (Alemanya). També ha estat descrita al districte miner de Tilkerode (Saxònia-Anhalt), també a Alemanya, al dipòsit d'urani de Pinky Fault, a Saskatchewan (Canadà) i al mont Temple, al districte miner de San Rafael (Utah, EUA).